# Civil Rights Act de 1957
Civil Rights Act de 1964
Le Civil Rights Act de 1957 est une loi fédérale américaine sur les droits civiques, la première depuis la période dite de la Reconstruction. Cette nouvelle loi est une étape décisive dans le processus de déségrégation aux États-Unis. Cette loi promulguée le 9 septembre 1957 par le président Dwight  D. Eisenhower a créé la Section des droits civiques au département de la Justice et habilité les procureurs fédéraux à obtenir des injonctions judiciaires contre toute ingérence dans le droit de vote notamment ceux des Afro-Américains, cette loi crée également la Commission on Civil Rights habilitée à enquêter sur les conditions discriminatoires et à recommander des mesures correctives. La rédaction finale a été affaiblie par le Congrès en raison du manque de soutien parmi les Démocrates, c'est pourquoi cette loi sera améliorée, complétée par l'adoption du Civil Rights Act de 1964, du Voting Rights Act de 1965 qui mettront fin à toutes les lois et réglementations ségrégatives sur l'ensemble des États-Unis.

## Le contexte historique

### Les lois Jim Crow

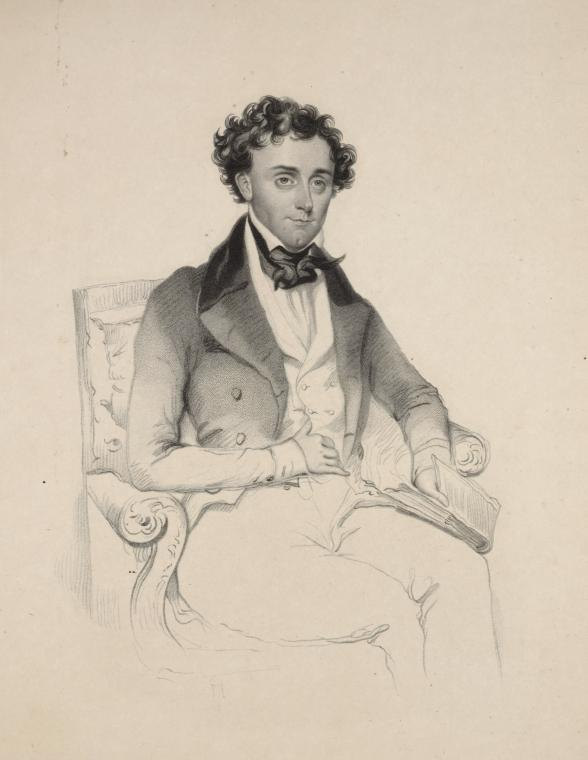
Thomas D. Rice.

À la suite du  Treizième amendement de la Constitution des États-Unis du 6 décembre 1865 abolissant l'esclavage,  deux autres amendements furent promulgués le Quatorzième amendement de la Constitution des États-Unis de 1868, accordant la citoyenneté à toute personne née ou naturalisée aux États-Unis et interdisant toute restriction à ce droit, et le Quinzième amendement de la Constitution des États-Unis, de 1870, garantissant le droit de vote à tous les citoyens des États-Unis. Théoriquement tous les Afro-Américains qu'ils soient affranchis par le XIIIe amendement ou nés libres aux États-Unis avaient le droit de s'inscrire sur les listes électorales et de participer aux différentes élections locales, parlement de leur état, fédérales. Mais dans la pratique des États, principalement ceux du Sud ont mis en place deux dispositifs pour entraver l'effectivité de ces droits d'une part la dissuasion, l''intimidation par des actes de terrorisme commise par le Ku Klux Klan (KKK), l'autre légal, réglementaire par l'adoption des lois Jim Crow issues des Black Codes,.

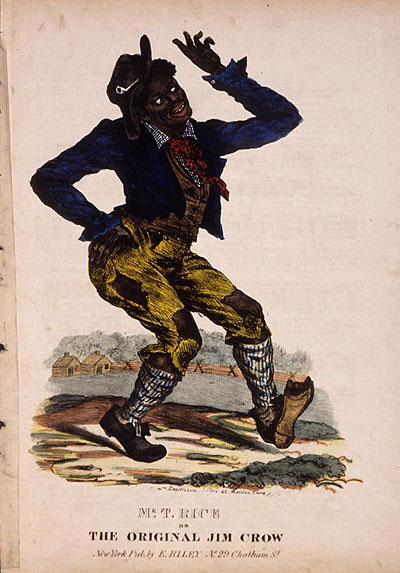
Jim Crow.

Le terme Jim Crow trouve son origine dans la culture populaire américaine par une chanson de 1828, Jump Jim Crow , imitation caricaturale et raciste d'un esclave afro-américain créée par l'auteur Thomas Dartmouth « Daddy » Rice (1808–1860).

#### L'arrêtHall v. DeCuiret la légalisation de la ségrégation
Les Lois Jim Crow vont pouvoir légalement se développer grâce à un arrêt de la Cour suprême des États-Unis. Tout commence sur un bateau à vapeur le Governor Allen qui relie La Nouvelle Orléans dans la Louisiane à Vicksburg dans le Mississippi. Monsieur Benson, propriétaire et capitaine du bateau entre en conflit avec l'une de ses passagères madame DeCuir, une Afro-Américaine. Cette dernière, pour se reposer, désire utiliser une cabine réservée aux Blancs, Benson le lui interdit, il lui dit qu'elle doit se rendre dans la galerie des cabines réservées aux personnes de couleur. Or, cette injonction ségrégative est contraire au XIVe amendement ratifié par la Louisiane, d'autant plus que le bateau, naviguant sur le Mississippi et donc traversant plusieurs États, son règlement ne saurait dépendre des diverses lois ségrégationnistes édictées par les états traversés mais des seules décisions du Congrès de Washington. Pour savoir si la décision de la compagnie fluviale est constitutionnelle, monsieur Hall, qui reprend le litige après le décès du capitaine Benson, présente en 1870 l'affaire à la Cour suprême, c'est le cas Hall v. DeCuir. En 1877, la Cour suprême rend enfin son arrêt. Dans ses attendus, la Cour suprême constate que le Mississippi traverse des états dont certains n'ont pas ratifié le XIVe amendement, donc en toute logique, une compagnie de transport inter-états devrait se soumettre à différentes lois contradictoires, ainsi selon l'état traversé la discrimination ira jusqu'à refuser l’accès d'une personne de couleur, selon un autre ce sera la mixité et enfin dans un dernier cas la ségrégation. Devant ce qui apparaît comme une entrave à la libre circulation des entreprises de transports en commun, la Cour suprême arrête qu'à partir du moment où une compagnie de transport en commun ouvre le même service à ses clients blancs comme de couleur mais dans des compartiments, des cabines, des places séparées, cela est conforme à la Constitution. Cet arrêt ouvre la porte à la ségrégation raciale et aux différentes lois Jim Crow qui vont imposer la ségrégation non seulement dans les transports en commun (bateaux, trains, diligences, etc.) mais dans l'ensemble des espaces et des services publics comme les écoles, les restaurants, les toilettes, les hôpitaux, les églises, les bibliothèques, les manuels scolaires, les salles d'attente, les salles de spectacles, les logements, les prisons, les pompes funèbres, les cimetières, un peu partout dans le sud vont fleurir des panneaux For White Only ,,,,.

#### L'arrêt Plessy v. Ferguson ou le développement séparé légalisé
L'arrêt Hall v. Decuir va être renforcé par l'arrêt  Plessy v. Ferguson. Le 10 juillet 1890, conformément à l'arrêt Hall v. Decuir, la Législature d'État de Louisiane adopte le Separate Car Act instaurant une ségrégation pour tous les trains traversant son état. Chaque compagnie ferroviaire doit créer des compartiments / wagons pour les Blancs et des wagons pour les Afro-Américains et empêchant le croisement des deux populations,. Les opposants à cette loi, décèle une faille dans la loi, les caractéristiques de "Blanc" ou de "Noir" n'étaient pas définis, ainsi quid d'un citoyen de couleur de peau blanche mais ayant une ascendance afro-américaine ? Le militant Homer Plessy, un métis qui n'avait qu'un seul arrière-grand parent afro-américain, achète un billet de train et prend place dans une voiture réservée aux blancs, quand le contrôleur lui demande s'il est de couleur, Plessy lui répond que oui, il est alors sommé de rejoindre un wagon réservé pour les Afro-Américains, ce qu'il refuse, il est arrêté et accusé d'avoir violé le Separate Car Act. Commence alors une succession de procès qui remonteront jusqu'à la Cour suprême des États-Unis sous le titre de cas Plessy v. Ferguson dont l'arrêt en date du 18 mai 1896 légalise la ségrégation au nom de "égaux, mais séparés",,.

#### L'accès au droit de vote empêché
Les lois Jim Crow limitent l'ensemble de la vie sociale, économique et politique des Afro-Américains de leur naissance jusqu'à leur mort. En rajoutant, à la ségrégation, des restrictions aux droits à la propriété, à établir son entreprise, à l'éducation, à se marier en dehors de sa "race", les interactions avec les blancs sont limités au strict nécessaire professionnel. Ces lois s'appliquent d'autant plus facilement que les juges et les forces de polices sont des Sudistes acquis aux thèses racistes et ségrégationnistes qui invalident tout recours, toute contestation. Pour éliminer le poids du vote des Afro-Américains dans les élections, quand le terrorisme du Klan ou de la White League est jugé insuffisant, dans certains comtés une taxe est créée pour avoir le droit de vote, puis se généralisent les tests pour vérifier l'aptitude intellectuelle à voter. Les questions sont d'une difficulté inhabituelle comparées à celles posées au Blancs, comme être capable de réciter la Constitution et ses différents amendements, ou bien les questions sont absurdes du genre « How many angels can dance on the head of a pin / Combien d'anges peuvent-ils danser sur la pointe d'une épingle ? »  ou « How many bubbles in a soap bar / Combien de bulles peut-on faire avec une savonnette ? ». Seule une minorité d'Afro-Américains arrive à voter et quand elle le fait, souvent, les représailles tombent, au mieux le fouet, au pire la pendaison sommaire ou l'exécution des votants et de leur famille,,,,.

### Les débuts de la déségrégation

#### LesExecutive ordersprésidentiels

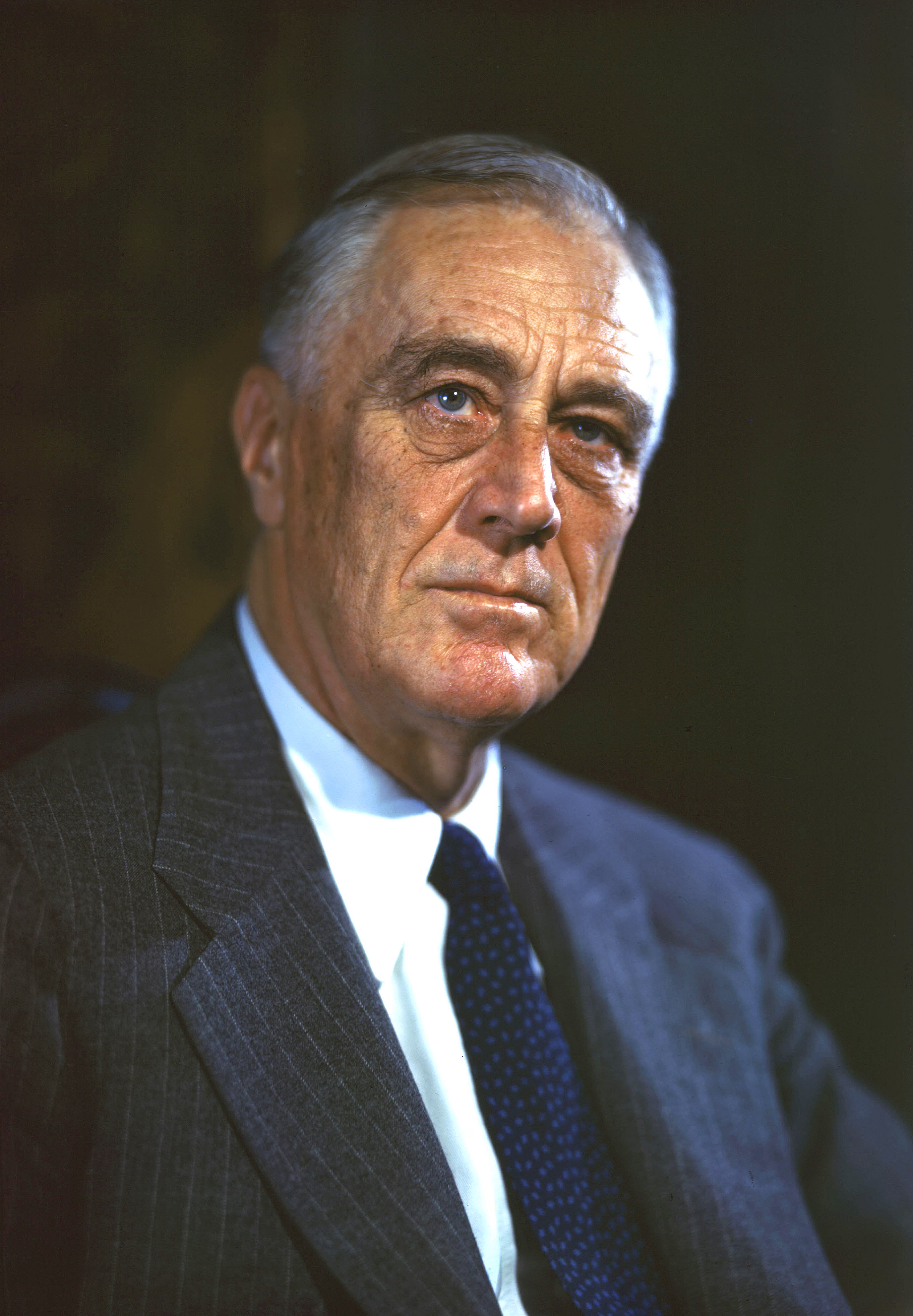
Franklin Delano Roosevelt.

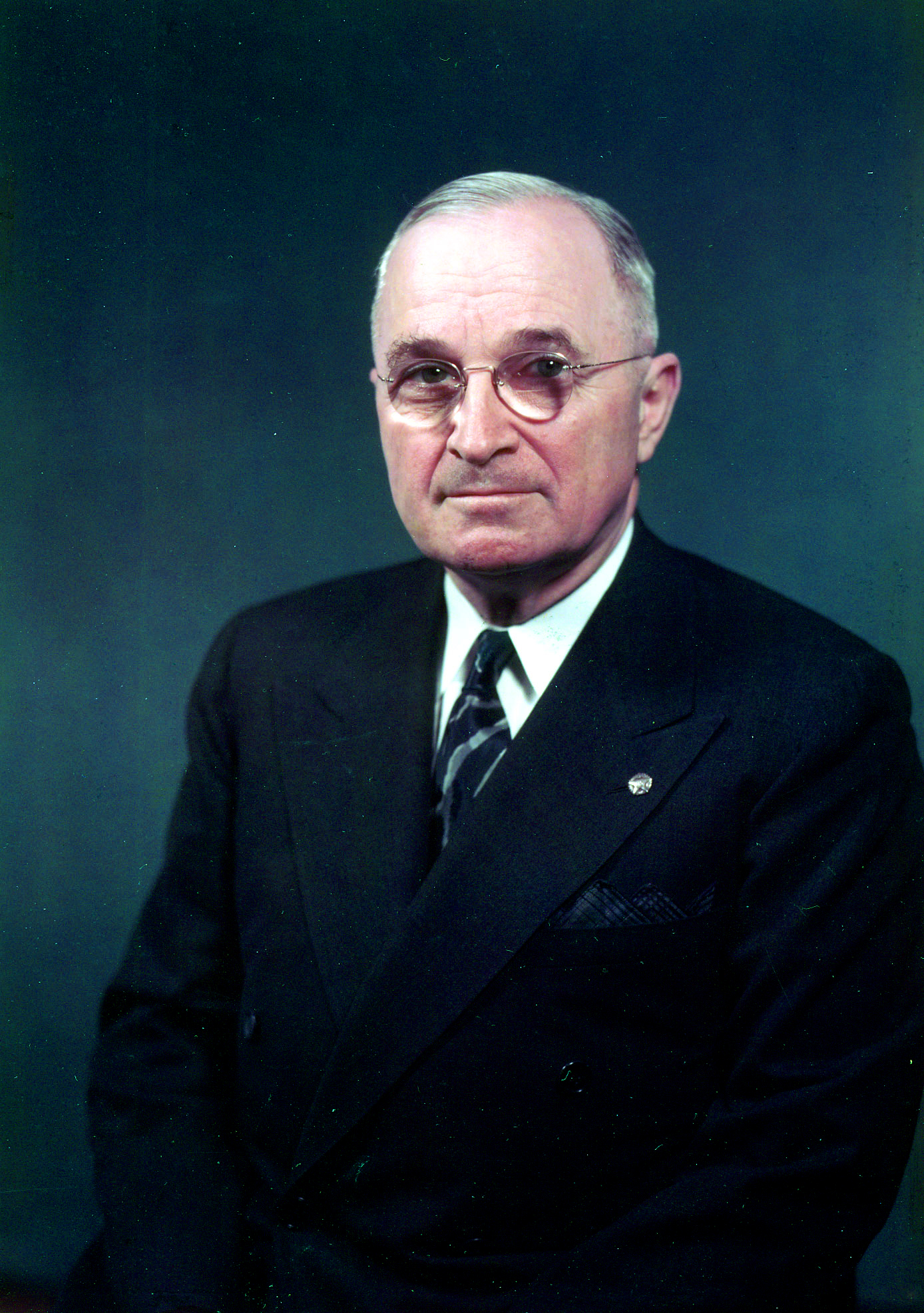
Harry S. Truman.

Le 25 juin 1941, le président Franklin Delano Roosevelt promulgue l'Executive Order 8802 qui interdit la discrimination ethnique ou raciale dans l'industrie de la défense américaine. Il vise également à mettre en place un comité pour l'accès égal à l'emploi. Il s'agit de la première action fédérale à promouvoir l'égalité des chances et à interdire la discrimination à l'embauche aux États-Unis. Puis, le 26 juillet 1948, le Président Harry S. Truman promulgue à son tour l'Executive order 9981 abolit les discriminations fondées sur la race, la couleur, la religion ou l'origine nationale dans les Forces armées des États-Unis. Ce décret historique inaugure le processus de la fin de la ségrégation dans les services publics fédéraux des États-Unis,.

#### L'arrêt Brown v. Board of Education du 17 mai 1954
Cet arrêt voté à l’unanimité déclare la ségrégation raciale inconstitutionnelle dans les écoles publiques, la Cour suprême, sous la présidence du juge Earl Warren, a estimé que les installations «séparées mais égales» sont intrinsèquement inégales et violent les protections de la clause de protection égale du XIV° amendement. La Cour a estimé que la ségrégation de l'éducation publique fondée sur la race a instillé un sentiment d'infériorité qui avait un effet extrêmement préjudiciable sur l'éducation et la croissance personnelle des enfants afro-américains. Warren a basé une grande partie de son opinion sur des informations provenant d'études en sciences sociales plutôt que sur des précédents judiciaires. La décision a également utilisé un langage relativement accessible aux non-juristes, car Warren estimait qu'il était nécessaire que tous les Américains en comprennent la logique,,,,. Reconnaissant les difficultés pratiques de l'abolition de la  ségrégation, la Cour demande aux parties à l'affaire et aux autres parties concernées (le gouvernement fédéral et les 17 États qui pratiquent alors la ségrégation dans l'enseignement) de présenter pour la session de 1955 leurs conclusions sur les moyens d'y parvenir. Certes la jurisprudence Plessy v. Ferguson n'est pas explicitement rejetée : il n'est pas contesté que la ségrégation soit légale dès lors que les possibilités offertes aux deux races sont égales. Mais elle est vidée de sa substance, puisque, au moins dans le domaine de l'éducation pour ce premier arrêt, des systèmes séparés ne peuvent être égaux.

### Rosa Parks et le boycott des bus de Montgomery de 1955-1956

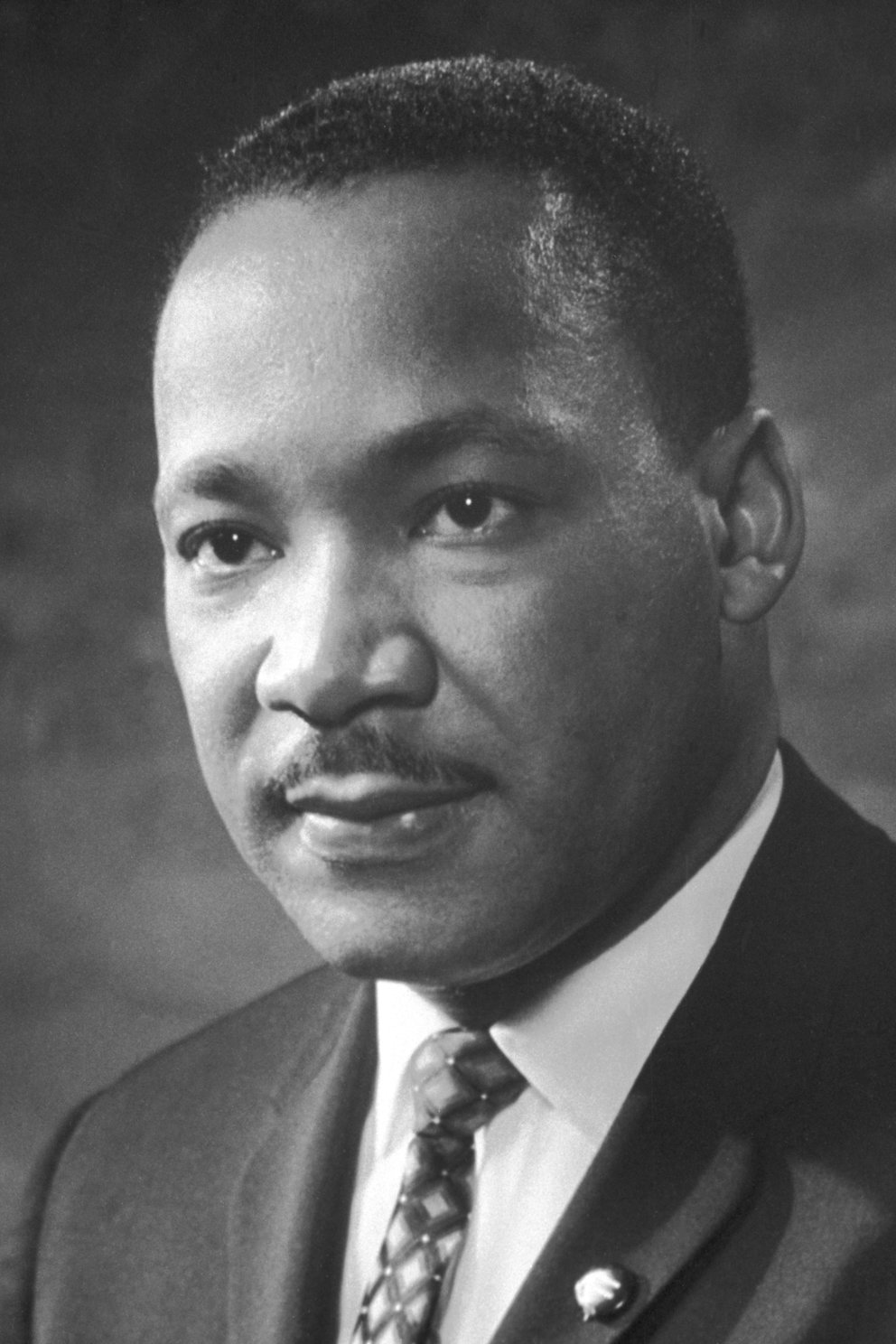
Martin Luther King, Jr.

La victoire des deux arrêts Brown venant de mettre à mal l'arrêt Plessis v. Ferguson comme cela vient d'être écrit, il fallait  en finir définitivement avec lui. Or cet arrêt découle du Separate Car Act  voté par l'État de la Louisiane instaurant une ségrégation pour tous les trains traversant son territoire et que cet arrêt de 1896, légalisait la ségrégation fondée sur le principe  de "égaux, mais séparés", mais dans un contexte de transport public comme le souligne l'arrêt Brown v. Board of Education dans ses attendus. il fallait maintenant démontrer que le principe de "égaux, mais séparés" dans les transports publics n'était pas respecté.

#### Une arrestation historique
L'occasion va naître à Montgomery dans l'Alabama le 1er décembre 1955, lorsque Rosa Parks une Afro-Américaine, adhérente de la NAACP, âgée alors de 42 ans, à la fin de sa journée de travail comme couturière, monte dans le bus municipal comme elle le fait chaque jour pour rejoindre son domicile. Elle s'assied sur un des sièges de la zone réservée aux Blancs, mais qui était vide. Lorsque des passagers blancs montent, le chauffeur du bus lui demande rejoindre la zone arrière du bus réservée aux Noirs. Elle refuse d'obtempérer. Le chauffeur profite d'un arrêt pour faire appel à la police. Rosa Parks est arrêtée, conduite au commissariat, on lui prend ses empreintes digitales puis elle est emprisonnée en attendant son jugement pour trouble à l'ordre public et infraction à la loi. De sa prison elle téléphone à sa mère, Leona McCauley, pour la rassurer, puis un passager du bus témoin de l'arrestation contacte Edgar Nixon, un avocat de la section de la NAACP locale, qui va payer les 100 $ de sa caution pour qu'elle puisse quitter la prison en attendant son jugement. Rosa Parks est face à un choix, soit payer l'amende de son "délit" et ne pas donner suite, soit intenter un procès contre la réglementation ségrégationniste des bus ; après avoir consulté Edgar Nixon, elle se décide à porter plainte. La nouvelle de son arrestation se répand dans Montgomery, provoquant une vague d'indignation. Le 5 décembre 1955, le jour du procès de Rosa Parks, les Afro-Américains entament un boycott des bus largement suivi même par les enfants. Rosa Parks plaide non coupable et est condamnée à payer une amende de 14 $ dont elle ne s'acquittera jamais. Parallèlement, les Afro-Américains de Montgomery créent la Montgomery Improvement Association (en) (MIA) et nomment à sa tête un jeune pasteur de Montgomery âgé de 26 ans Martin Luther King,,,.

#### Un long boycott
Le boycott des bus commencé le 5 décembre 1955 va continuer jusqu'au 21 décembre 1956. Les revendications formulées par la MIA sont l'abolition des places ségréguées, et l'embauche de chauffeur de bus afro-américains. La direction des bus ne cède à aucune des revendications, le boycott va se durcir. La répression arrive avec l'arrestation de plus de quatre vingts membre du MIA ; le domicile de Martin Luther King est victime d'attentats à la bombe commis par des terroristes blancs. Le boycott cesse à la suite de l'arrêt Browder v. Gayle rendu le 13 novembre 1956 qui déclare l'inconstitutionnalité de la ségrégation dans les bus de l'Alabama, la nouvelle ne parvint à Montgomery que le 20 décembre d'où la fin du boycott le lendemain 21. Le rôle de Martin Luther King quant à la gestion du boycott, sa faculté à mobiliser les foules malgré les violences policières et terroristes, ses discours de non-violence vont le faire remarquer et marquer son ascension dans le mouvement des droits civiques,.

#### L'arrêt Browder v. Gayle du 5 juin 1956
Le conflit posé par Rosa Parks n'était pas nouveau, d'autres cas de maltraitance envers des Afro-Américaines commis par des chauffeurs des bus de Montgomery existaient. Les avocats de la NAACP, Fred Gray (en) et Charles Langford (en) contactent  des victimes Aurelia Browder, Susie McDonald (en), Claudette Colvin, Mary Louise Smith et Jeanatta Reese pour qu'elles portent plainte. Jeanatta Reese du fait de pressions extérieures se retire. Dans la plainte qu'ils déposent auprès de la Cour de district le 1er février 1956, n'ont pas tenu à ce que Rosa Parks fassent partie des plaignantes du fait de sa notoriété et des polémiques suscitée par sa personnalité de leader de la NAACP locale. La plainte déposée pose la question : « est-ce que la ségrégation des bus est constitutionnelle ? ». La plainte est déposée contre le maire  W. A. Gayle (en), la police de Montgomery, la compagnie de bus la Montgomery City Lines et deux chauffeurs de bus et sous le nom de Browder v. Gayle et l'affaire est plaidée le 24 avril 1956. Le 5 juin 1956 la Cour de district, par deux voix contre une rend son arrêt en déclarant que la ségrégation dans les bus de l'Alabama était inconstitutionnelle, parmi ses attendus, elle s'appuie sur l'arrêt Brown v. Board of Education du 17 mai 1954. Les divers représentants de la ville de Montgomery font appel devant la Cour suprême qui rend son arrêt le 13 novembre 1956 qui à la question  « Le tribunal de district a-t-il commis une erreur en annulant le système de bus ségrégué au nom du principe  séparé mais égal à Montgomery, en Alabama ? » répond : « Les systèmes de transport ségrégués appliqués par le gouvernement (de l'Alabama) violent la clause d'égalité de protection du Quatorzième amendement », l'État de l'Alabama et la ville de Montgomery font à nouveau appel, mais la Cour suprême les déboute le 17 décembre 1956, entérinant son arrêt précédent. La nouvelle parvient à la MIA et à Martin Luther King le 20 décembre 1956, ce dernier fait un discours qui met fin au boycott des bus le 21 décembre 1956,,,,,.

## L'adoption de la loi et sa portée

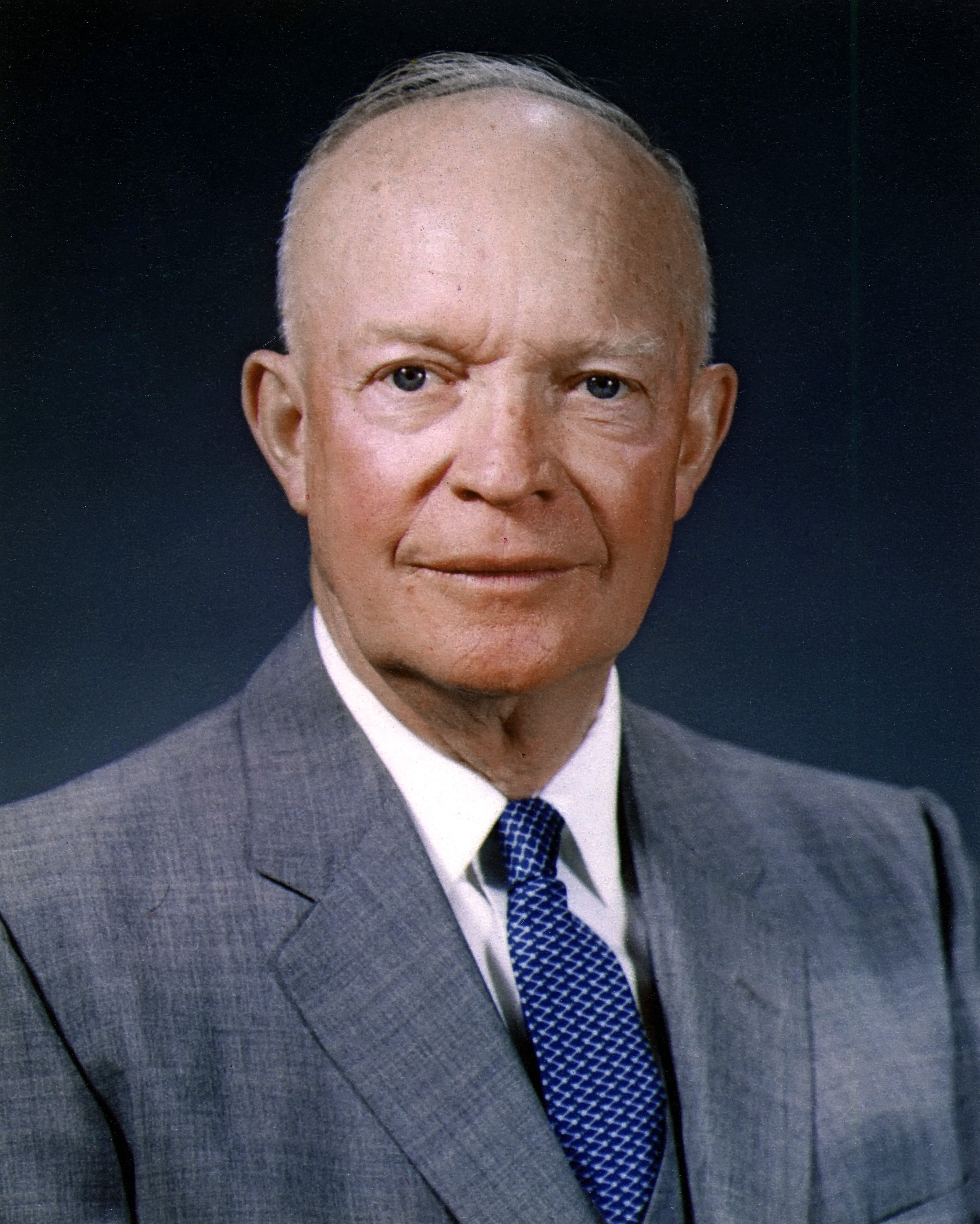
Le Président Dwight D. Eisenhower.

### Les préparatifs
À la suite des arrêts Brown v. Board of Education et Browder v. Gayle, il était nécessaire que le Congrès vote une loi pour clarifier la portée de la déségrégation au niveau fédéral, de réviser l'effectivité des garanties apportées par les Quatorzième et Quinzième amendements qui avaient été largement contournés par les Lois Jim Crow et les diverses dispositions législatives mises en place depuis l'arrêt Plessy v.Ferguson  autorisant la ségrégation au nom du principe "séparé mais égal". Certes, des arrêts mettaient fin à la ségrégation scolaire et dans les transports publics et avaient vidé de toute portée l'arrêt Plessy v.Ferguson mais il demeurait d'autres formes de ségrégation pour entraver les droits constitutionnels des Afro-Américains comme les réglementations d'inscription sur les listes électorales, de nombreux États exigeaient que les candidats passent un test de qualification des électeurs et les questions étaient conçues de telle manière à ce que les agents des services civils puissent éliminer la plupart des Afro-Américains qui tentaient de s'y inscrire. 
Le 9 avril 1956 le Procureur général Herbert Brownell de l'administration du président Dwight D. Eisenhower écrit une lettre au Vice-Président Richard Nixon et au président de la Chambre des représentants une lettre officielle dans laquelle il signale que le Président Eisenhower déplore le fait que des citoyens afro-américains sont privés de leur droit de vote et subissent des pressions économiques et qu'il est impensable que le droit de vote qui est un des droits les plus précieux puisse être dénié. Aussi Herbert Brownell demande qu'une commission bi-partisane étudie le problème, que cette commission composée de six membres puissent faire les investigations et auditions nécessaires pour évaluer les problèmes d'entrave des droits et  fassent des propositions d'actions qui puissent mettre fin à ce problème.
Le 14 février 1957, Herbert Brownell fait une déclaration auprès de la commission des droits constitutionnels du Sénat où il annonce qu'il va présenter un projet d'une nouvelle loi renforçant les droits civiques, qui instituera une commission d'enquête conformément à sa lettre du 9 avril 1956, une division des droits civiques au département de la Justice pour seconder le Procureur général et permettra au gouvernement fédéral d'intervenir dans des cas litigieux.

### Le vote et les débats

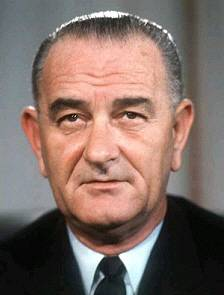
Lyndon B. Johnson.

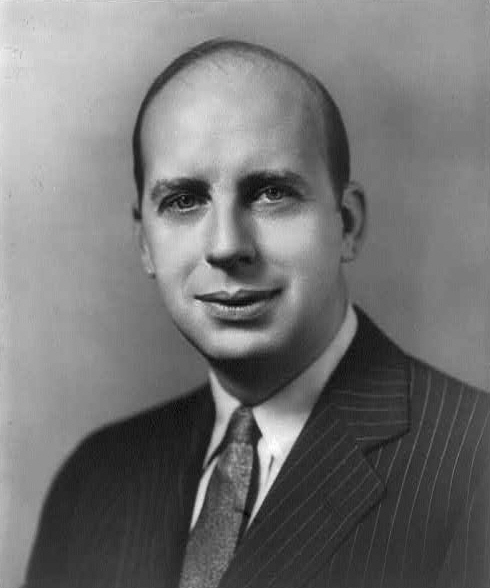
Herbert Brownell Junior.

C'est dans cette dynamique que Herbert Brownell va élaborer un projet de loi qui comprend quatre parties et points principaux : 
1. La création d'une commission des droits civiques au sein du pouvoir exécutif pour enquêter sur les violations des droits civiques.
2. La création du poste de Procureur général adjoint pour les droits civiques.
3. Création de nouveaux droits du pouvoir du département de la Justice lui permettant de faire respecter les droits civiques par des poursuites civiles et pénales.
4. Autorisation du Procureur général à intenter des poursuites civiles et à obtenir des injonctions préventives (ordonnances du tribunal) pour la protection du droit de vote.

Ce projet de loi  est adopté par la Chambre des représentants le 18 juin 1957 par 286 voix contre 126. 
Le principal obstacle demeurait le Sénat où le groupe des Démocrates dirigé par le sénateur Richard  Brevard Russell de la Géorgie, bloquait toutes les lois en faveur de l'amélioration des droits civiques pour les Afro-Américains. Durant les débats, le sénateur de la Caroline du Sud Strom Thurmond va se faire connaitre par un discours d’obstruction systématique au projet qui va battre le record de durée d'un discours au Sénat, puisqu'il va durer plus de 24 heures. Le sénateur de la Californie, William Knowland (en) président du groupe des Républicains, et le sénateur de l’Illinois, Paul Douglas Démocrate libéral, vont défendre le projet de loi, ils vont obtenir un allié du parti Démocrate avec le sénateur du Texas Lyndon B. Johnson. Ce dernier va utiliser ses capacités diplomatiques et son réseau d'influences pour faire adopter le projet de loi par le Sénat le 29 août 1957 par 60 voix contre 15. 
Le président  Dwight  D. Eisenhower promulgue le Civil Rights Act le 9 septembre 1957 (Public Law 85-315) . Cette loi établit une Commission des droits civiques, une division des droits civiques au département de la Justice et autorise le procureur général des États-Unis à saisir un tribunal fédéral pour faire respecter et protéger le droit de vote des Afro-Américains, elle interdit les actions de toute personne ayant autorité, y compris des particuliers, visant à intimider, menacer, contraindre les Afro-Américains pour qu'ils ne s'inscrivent pas sur les listes électorales ou de les empêcher de voter comme ils l'entendent. Si les trois premiers points du projet d'Herbert Brownhell sont avalisés, en revanche le quatrième point est limité dans sa portée, la loi limite le pouvoir des tribunaux d'appliquer la partie IV de la loi par un outrage civil ou un outrage criminel imposant une amende de 1 000 $ au plus et / ou une peine d'emprisonnement de six mois au plus, faisant ainsi disparaître l'atteinte au droit à la protection garantie par le Quatorzième amendement.
Bien qu’incomplète soit-elle, cette loi est un premier pas pour la prohibition de la ségrégation, elle permet de faire un inventaire de l'ensemble des dispositifs réglementaires ou de contraintes physiques par des personnes ou des groupes visant à entraver les droits civiques des Afro-Américains et surtout autorise l'État fédéral à mener des actions par voie de justice et donc par la force si nécessaire pour faire observer la déségrégation. Elle sera complétée par le Civil Rights Act du 2 juillet 1964 et le Voting Rights Act du 4 août 1965 qui mettront fin à toutes les lois et réglementations ségrégatives sur l'ensemble des États-Unis,,,,.

### Essais
- (en-US) James W. Riddlesperger Jr. & Donald W. Jackson, Presidential Leadership and Civil Rights Policy, Praeger, 13 juin 1995, 216 p. (ISBN 9780313296246, lire en ligne),
- (en-US) Laughlin McDonald, A Voting Rights Odyssey: Black Enfranchisement in Georgia, Cambridge University Press, 14 janvier 2003, 257 p. (ISBN 9780521812320, lire en ligne), p. 60-79,
- (en-US) Kasey S. Pipes, Ike's Final Battle: The Road to Little Rock and the Challenge of Equality, World Ahead Publishing, 2007, rééd. 2010, 384 p. (ISBN 9780977898459, lire en ligne),
- (en-US) David A. Nichols, A Matter of Justice: Eisenhower and the Beginning of the Civil Rights Revolution, Simon & Schuster, 4 septembre 2007, 384 p. (ISBN 9781416541509, lire en ligne),
- (en) Olav Magnus Linge, The Miracle of 1957, University of Oslo, printemps 2017, 133 p. (lire en ligne),

### Articles
- (en-US) « Civil Rights. In General. Attorney General Authorized to Seek Injunctive Relief against Interference with Right to Vote. Civil Rights Act of 1957 », Harvard Law Review, vol. 71, no 3,‎ janvier 1958, p. 573-575 (3 pages) (lire en ligne ),
- (en-US) Thomas R. Winquist, « Civil Rights: Legislation: The Civil Rights Act of 1957 », Michigan Law Review, vol. 56, no 4,‎ février 1958, p. 619-630 (12 pages) (lire en ligne ),
- (en-US) « Private Economic Coercion and the Civil Rights Act of 1957 », The Yale Law Journal, vol. 71, no 3,‎ janvier 1962, p. 537-550 (14 pages) (lire en ligne ),
- (en-US) Minot W. Tripp, Jr., « Courts: Federal Court Injunctions against State Criminal Proceedings: Civil Rights Act of 1957 », California Law Review, vol. 50, no 4,‎ octobre 1962, p. 718-723 (6 pages) (lire en ligne ),